# Бру (Вогези)
Бру (фр. Brû) је насељено место у Француској у региону Лорена, у департману Вогези.
По подацима из 2011. године у општини је живело 582 становника, а густина насељености је износила 65,03 становника/km².

## Демографија
| 1962. | 1968. | 1975. | 1982. | 1990. | 2011. |
| ----- | ----- | ----- | ----- | ----- | ----- |
| 495   | 493   | 432   | 459   | 500   | 582   |